# Ethel Powe
Ethel Powe   (Bladon Springs, 1883 - 1934) fou una pianista i compositora estatunidenca.
Estudià música en l'Escola Normal d'Alabama, i fou nomenada organista de l'església episcopal de la Trinitat de Hattiesburg (Mississipi).
Va compondre diversos cants i la música per la pantomima Childhood of Hiawatha, de Leila May Smith. A més se li deuen els treballs: Mississippi in the Musical World, The development of Music in Hattiesburg, etc.